# نهب بولندا في الحرب العالمية الثانية

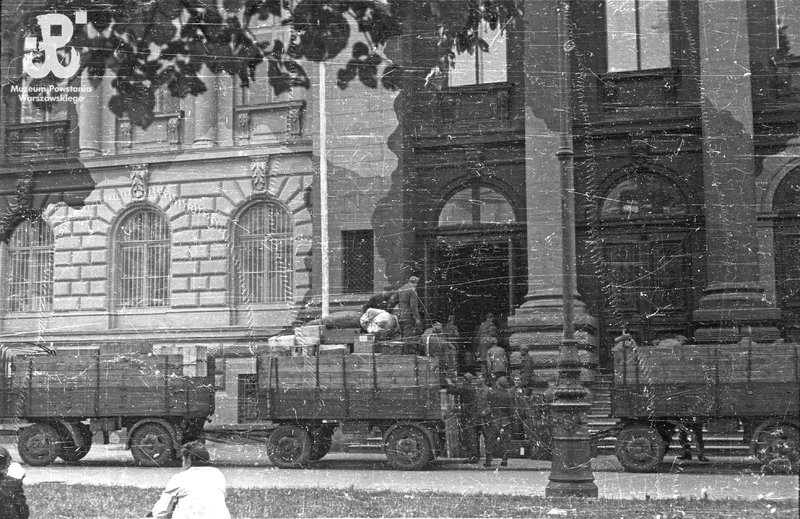

نُهبت القطع الأثرية الثقافية البولندية والبنية التحتية الصناعية خلال الحرب العالمية الثانية من قبل ألمانيا النازية والاتحاد السوفياتي في وقت واحد بعد غزو بولندا عام 1939. نهبت أيضًا قوات الاحتلال جزءًا كبيرًا من التراث الثقافي البولندي، الذي يقدر بنحو نصف مليون قطعة فنية. ما تزال القطع المفهرسة تُستعاد أحيانًا في أماكن أخرى من العالم وتُعاد إلى بولندا.
تشمل العناصر الفنية التي لا تقدر بثمن والتي ما تزال تعتبر مفقودة أو عُثر عليها في المتاحف الروسية أعمال بيرناردو بيلوتو وآنا بيلينسكا بوهدانوفيتش وجوزيف براندت ولوكاس كراناخ الأكبر ولوكاس كراناخ الابن وآلبرخت دورر وأنطوني فان ديك وهانس هولباين الابن وياكوب يوردانس وفرانس لويكس وجاسيك مالشوسكي ورفائيل ورامبرانت وبيتر بول روبنس وهنريك سيميردزكي وفيت ستوس وألفريد فيروز-كوالسكي وليون ويتشوكوسكي ويان ماتيكو وهنري غيرفكس ولودفيغ هين بوتشورن وجوزيف سيملر مولينير وآخرين.
أسست وزارة الثقافة والتراث الوطني، كجزء من جهودها لتحديد موقع واسترداد العناصر الفنية المفقودة، قاعدة بيانات لخسائر الحرب. اعتبارًا من عام 2013، احتوت قاعدة البيانات على أكثر من 63 ألف إدخال. قُدمت القائمة، التي نشرتها الوزارة، إلى المعهد الوطني لعلم المتاحف وحماية المجموعات والسفارات البولندية والسجل المركزي للمعلومات عن الممتلكات الثقافية المنهوبة 1933-1945 وموقعه على شبكة الإنترنت (lootedart.com). تُرسل القائمة بشكل دوري إلى أكثر من 100 دار مزادات حول العالم. بالإضافة إلى ذلك، أنشأت الوزارة أيضًا موقع المتحف المفقود، وهو متحف افتراضي يحتوي على صور تاريخية للعديد من القطع الفنية التي ما تزال مفقودة.

## خلفية
في بداية غزو بولندا عام 1939، حاولت الحكومة البولندية في فترة ما بين الحربين إخفاء التراث الثقافي الأكثر قيمة للأمة مثل الكنوز الملكية لقلعة فافل في كراكوف. شُحنت الملحقات الملكية بما في ذلك أقمشة النجود الياغولينية سرًا إلى أوروبا الغربية ثم إلى كندا من بين أماكن أخرى. في نهاية الحرب، قدمت حكومتان بولنديتان متوازيتان، الحكومة البولندية في المنفى المدعومة من الغرب والحكومة المدعومة من الاتحاد السوفيتي في بولندا الشيوعية، مطالبات بهذه الكنوز الوطنية. فُك احتجاز القطع الأثرية الثقافية من قبل كندا إلى جمهورية بولندا الشعبية في فبراير 1961.

## ألمانيا النازية
بعد الغزو الألماني لبولندا في سبتمبر 1939 واحتلالها، حاول النظام النازي قمع الثقافة البولندية. كجزء من هذه العملية، صادر النازيون أصول التراث الوطني البولندي والكثير من الممتلكات الخاصة. بناءً على المراسيم القانونية الصادرة في 19 أكتوبر و 16 ديسمبر، بدأت العديد من الوكالات الألمانية بعملية نهب المتاحف والمجموعات البولندية الأخرى، والتي تعتبر ضرورية لتأمين المصالح الوطنية الألمانية.
نُهب الآلاف من القطع الفنية، إذ نفذ النازيون خطة وُضعت قبل بدء الأعمال العدائية. أشرف على النهب خبراء من وحدات الإس إس آنإربه ووحدات الأينزاتسغروبن المسؤولة عن الفن؛ ومن قبل خبراء مكتب الوصي الرئيسي على الشرق، الذين كانوا مسؤولين عن مصادرة الأعمال التجارية والمزيد من الأشياء الدنيوية. كان المسؤولون النازيون المسؤولون عن تنفيذ الخطة هانز بوسيه وجوزيف مولمان وأخيه غير الشقيق كاجيتان (المعروف أيضًا باسم كاي، وكلاهما من قوات الأمن الخاصة)، تحت إشراف داغوبيرت فراي، وهو مؤرخ لقوات الأمن الخاصة أصله من النمسا أيضًا، اختارته برلين للتحقق من كون بولندا بلدًا تيوتونيًا لا يحوي اليهود. بالإضافة إلى النهب الرسمي من قبل السلطات النازية، نُفذت بعض أعمال النهب من قبل الأفراد الذين تصرفوا بمبادرة منهم؛ في الواقع، اشتكى مولمان في وقت مبكر من 6 أكتوبر 1939، من أن العديد من العناصر التي كلف بتأمينها قد نُقلت بالفعل أو ببساطة سُرقت. بينما احتفظ النازيون بتوثيق مكثف للقطع الفنية المنهوبة المكتسبة حديثًا، لم يكن النظام مضمونًا، وفقدوا تتبع الكثير من السلع المنهوبة أثناء الإخلاء العشوائي المتزايد للأراضي البولندية في عام 1944.